# エゴール・ゴロフキン
エゴール・アレクセーエヴィチ・ゴロフキン（ロシア語: Егор Алексеевич Головкин、ラテン翻字：Egor Alekseevich Golovkin、1983年12月9日 - ）は、ロシア、モスクワ出身の男子フィギュアスケート選手。2005年世界ジュニア選手権3位。パートナーはタチアナ・ココレワ、マリア・ムホルトワなど。

## 経歴
モスクワに生まれ、4歳のころにスケートを始めた。マリア・ムホルトワとのペアを経て、タチアナ・ココレワとペアを結成し、2002-2003年シーズンからISUジュニアグランプリに参戦した。同シーズンにはロシア選手権ジュニアクラスで優勝を果たし、頭角を現した。
2003-2004年シーズン、ISUジュニアグランプリのJGPスケートスロバキアとJGPスケートブレッドで連続優勝したものの、初進出のJGPファイナルでは5位入賞、初出場の世界ジュニア選手権では4位入賞に留まった。翌2004-2005年シーズン、JGPハルギタ杯で優勝を飾り、2度目の出場となった世界ジュニア選手権で3位となり、さらなる飛躍が期待されたがシーズン終了後にペアは解散した。
その後、カナダのジェリコ・ボーリンとペアを結成し、カナダ国内大会に参加したが国際大会への出場はない。

## 主な戦績
- 戦績はタチアナ・ココレワとのペア時。

| 大会/年                   | 2002-03 | 2003-04 | 2004-05 |
| ------------------------- | ------- | ------- | ------- |
| ロシア選手権              | 1 J     | 3 J     | 7       |
| ニース杯                  |         | 1       | 1J      |
| 世界Jr.選手権             |         | 4       | 3       |
| JGPファイナル             |         | 5       |         |
| JGPハルギタ杯             |         |         | 1       |
| JGPベオグラード・スパロー |         |         | 4       |
| JGPスケートブレッド       |         | 1       |         |
| JGPスケートスロバキア     |         | 1       |         |
| JGP北京                   | 3       |         |         |

- J = ジュニアクラス

### 詳細
| 2004-2005 シーズン     |                                                              |         |         |          |
| 開催日                 | 大会名                                                       | SP      | FS      | 結果     |
| 2005年2月28日 - 3月6日 | 2005年世界ジュニアフィギュアスケート選手権（キッチナー）     | 1 54.46 | 3 89.66 | 3 144.12 |
| 2004年11月4日 - 7日    | 2004年ニース杯 ジュニアクラス（ニース）                      | 1       | 1       | 1        |
| 2004年10月14日 - 17日  | ISUジュニアグランプリ ハルギタ杯（ミエルクレア＝チュク）     | 1 51.27 | 2 87.64 | 1 138.91 |
| 2004年9月23日 - 26日   | ISUジュニアグランプリ ベオグラード・スパロー（ベオグラード） | 1 47.98 | 6 74.37 | 4 122.35 |

| 2003-2004 シーズン     |                                                            |    |    |      |
| 開催日                 | 大会名                                                     | SP | FS | 結果 |
| 2004年2月29日 - 3月7日 | 2004年世界ジュニアフィギュアスケート選手権（ハーグ）       | 4  | 4  | 4    |
| 2003年12月11日 - 14日  | 2003ジュニアグランプリファイナル（マルメ）                 | 5  | 6  | 5    |
| 2003年11月6日 - 9日    | 2003年ニース杯（ニース）                                   | 2  | 1  | 1    |
| 2003年10月9日 - 12日   | ISUジュニアグランプリ スケートブレッド（ブレッド）         | 2  | 1  | 1    |
| 2003年9月18日 - 21日   | ISUジュニアグランプリ スケートスロバキア（ブラチスラヴァ） | 3  | 1  | 1    |

| 2002-2003 シーズン    |                                    |    |    |      |
| 開催日                | 大会名                             | SP | FS | 結果 |
| 2002年10月17日 - 20日 | ISUジュニアグランプリ 北京（北京） | 2  | 4  | 3    |